# Majsta

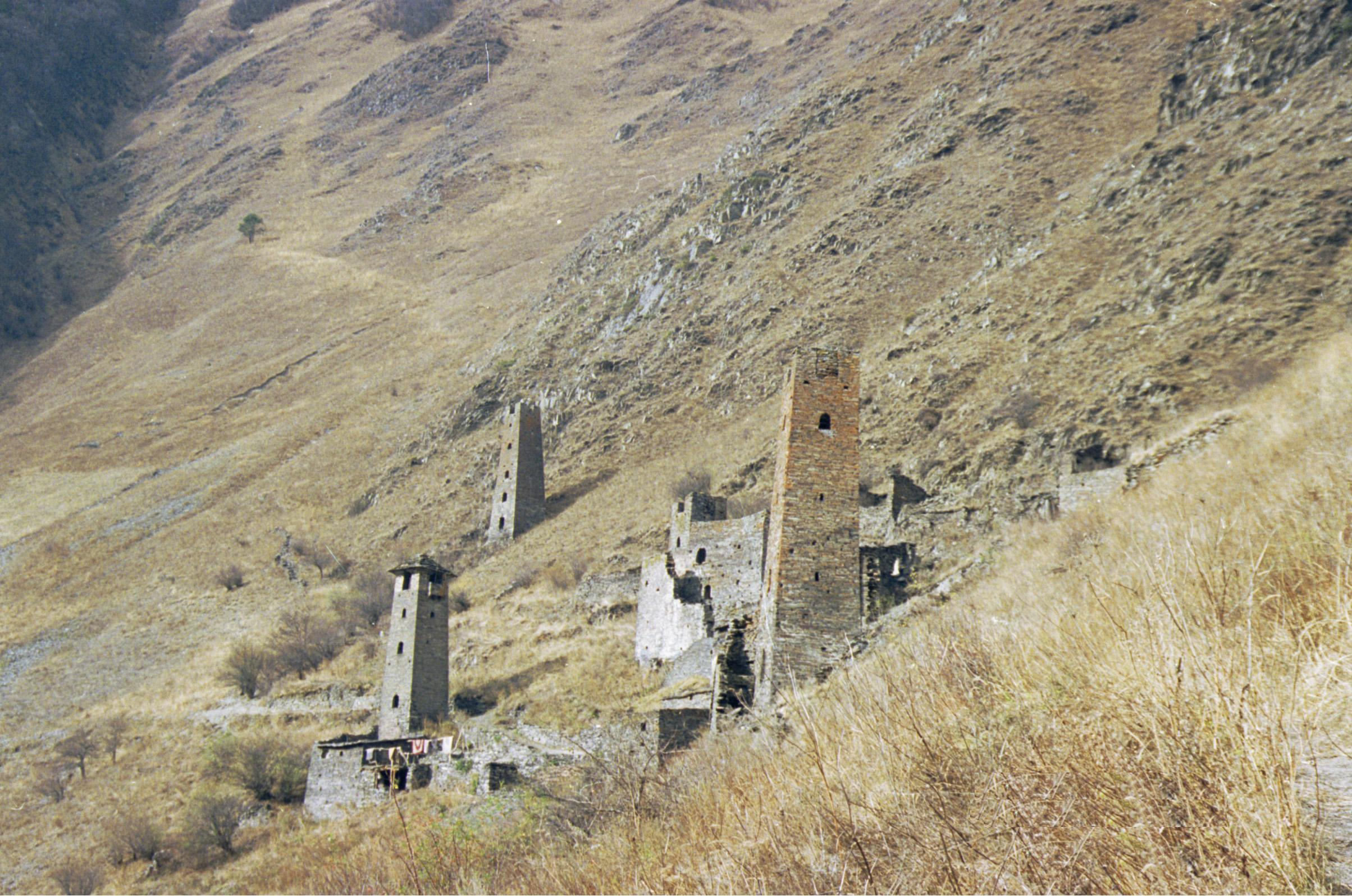
Ruiny pevnosti Poga v oblasti Majsty

Majsta (rusky a čečensky Майста) je historická vysokohorská oblast na jihu Čečenské autonomní republiky Ruské federace. Jedná se o neobydlené území v okrese Galan-Čož.

## Geografie
Na jihu Majsta hraničí s gruzínským krajem Mccheta-Mtianetie, resp. s historickou Chevsuretií, na severozápadě je její území ohraničeno horním tokem řeky Argun, zvaným Čanty-Argun. Středem oblasti protéká řeka, nazývaná Majstichi (Маисты-Хи) či  Majstoj-Erk (Майстой-Эрк), pravostranný přítok Argunu.

## Původ názvu
"Majsta" (Майста) v překladu znamená horní, vysokohorský kraj. Příslušníci rodového společenství tejpu Majstoj s ohledem na geografickou polohu svého území žili v těsném spojení jak s vajnachskými tejpy, tak i se sousedními gruzínskými, chevsurskými a pšavskými obyvateli. Příslušníci tejpu Majstoj se po roce 1957 usídlili v sunženském a urus-martanovském okrese v Čečensku a též v Pankiské soutěsce v Gruzii.  

## Historie
Ve středověku byla Majsta považována za centrum horských čečenských oblastí, kde se v jednom období scházel nejvyšší soud (čečensky Мехк-Кхел) této země. Z Majsty podle místních pověstí pocházel čečenský rodový náčelník Molkch, který odtud přesídlil do kraje Našcha a později založil osídlení v jihovýchodní oblasti Čečenska, která byla označována jménem turkického původu Ičkerie (Čečenci tento kraj nazývali Нохч-Мохк).
Během Kavkazské války v 19. století se obyvatelé Majsty, stejně, jako horalé ze sousední Malchisty, aktivně zapojili do bojů proti ruským vojskům (zároveň se však nepodřizovali ani čečenskému velení imáma Šamila). Po zlomení čečenského odporu byly historické regiony Majsta a Malchista v roce 1860 včleněny do Argunského okruhu Terské oblasti. Od roku 1865 se tato horská oblast Čečenska stala pod názvem okres Allago administrativní jednotkou Tianetského okruhu Tbiliské oblasti v rámci Gruzie jako součásti Ruského impéria. Gruzínský okres Allago existoval až do roku 1927, poté byly rozhodnutím nejvyšších sovětských orgánů Majsta a Malchista vráceny do Čečenské oblasti SSSR. Všechna sídla v Majstě byla obydlena až do roku 1944. 
Během deportací čečenského lidu bylo koncem února roku 1944 veškeré obyvatelstvo z oblasti Majsta násilně vysídleno. Ani po rehabilitaci v roce 1956 se někdejší obyvatelé horských oblastí Čečenska již nikdy nesměli vrátit zpět do svých původních domovů.

## Pevnosti
Na území Majsty bývala čtyři významná opevněná sídla: pevnost Vaserkel se dvěma obrannými věžemi, pevnost Ce-Kale s jednou obrannou věží, dále aul Puoga se šesti a aul Toga se čtyřmi obrannými věžemi. Ihned po vysídlení obyvatel v roce 1944 byla místní sídla pobořena, konstrukce věží byly částečně vyhozeny do vzduchu a jejich interiéry byly vypáleny.  
Ce-Kale (rusky Цекалой)
Nejseverněji ležel architektonický komplex Ce-Kale, skládající se z jedné obranné a devíti obytných věží, které měly částečně též obranný charakter. Na dohled od Ce-Kale byly věže Vaserkelu a Pugy, což v případě vnějšího ohrožení umožňovalo signalizaci pomocí ohňů, zapálených na věžích. Pevnostní komplex byl obehnán kamennou zdí. Vzhledem k tomu, že do oblasti Majsty pronikl islám značně pozdě, v Ce-Kale se zachovaly i některé památky z pohanského období.
Vaserkel, též Vasarkaloj (rusky Васаркалой, čečensky Васар-кхелли)
Vaserkel patřil mezi legendární pevnosti Kavkazu, byl přezdíván "pevností statečných". Toto vysvětlení je odvozováno od bacbijského výrazu vasar, což znamená muž, resp. statečný. Ze tří stran nepřístupná pevnost, která byla vybudována na úzké ostrožně na levém břehu řeky Majstichi, střežila cestu z Čečenska do Dagestánu. Podle pověstí v případě ohrožení mohlo být v pevnosti Vaserkel připraveno 1000 až 1500 dobře ozbrojených bojovníků. Vaserkel ve středověku dobyli Peršané, kterým se podařilo zneškodnit předsunuté hlídky v údolí a překvapit obránce pevnosti. Severně od pevnosti se nachází velká nekropole, čítající zhruba pět desítek nadzemních hrobek. Hrobky mají podobu malých kamenných domků, postavených z břidlice, z téhož materiálu jsou i jejich sedlové střechy. Některé hrobky jsou dvoupatrové.
Poga, též Puoga nebo Poo (čečensky ПуогІа)
Název pevnosti na pravém břehu Argunu poblíž hranic s Chevsuretií pochází od výrazu Пхьу, což znamená stráž, strážní. Na severozápadě s aulem Poga sousedily malchistinské auly Kamalchi a Korotach.
Toga, též Tuga, Togi
Toga je bývalé pevnostní sídlo na levém břehu řeky Majstichi na hranicích s Gruzií. Na severozápadě sousedilo s aulem Kamalchi v regionu Malchista.    